# Ustka (gemeente)
De gemeente Ustka is een landgemeente in het Poolse woiwodschap Pommeren, in powiat Słupski.
De gemeente bestaat uit 18 administratieve plaatsen solectwo: Charnowo, Dębina, Duninowo, Gąbino, Grabno, Lędowo, Machowino, Machowinko, Niestkowo, Możdżanowo, Objazda, Pęplino, Przewłoka, Rowy, Starkowo, Wodnica, Wytowno, Zaleskie
De zetel van de gemeente is in Ustka.
Op 30 juni 2004 telde de gemeente 7.322 inwoners.

## Oppervlakte gegevens
In 2002 bedroeg de totale oppervlakte van gemeente Ustka 218,1 km², waarvan:
- agrarisch gebied: 54%
- bossen: 31%

De gemeente beslaat 9,47% van de totale oppervlakte van de powiat.

## Demografie
Stand op 30 juni 2004:
| Omschrijving                   | Totaal | Totaal | Vrouwen | Vrouwen | Mannen | Mannen |
| ------------------------------ | ------ | ------ | ------- | ------- | ------ | ------ |
| eenheid                        | aantal | %      | aantal  | %       | aantal | %      |
| inwoners                       | 7.322  | 100    | 3.619   | 49,4    | 3.703  | 50,6   |
| bevolkingsdichtheid (inw./km²) | 33,6   | 33,6   | 16,6    | 16,6    | 17     | 17     |

In 2002 bedroeg het gemiddelde inkomen per inwoner 3139,08 zł.

## Plaatsen zonder de statussołectwo
Bałamątek, Dalimierz Przewłocki, Dominek, Duninowo-Kolonia, Duninówko, Gąbino-Kolonia, Golęcino, Krężołki, Lędowo-Osiedle, Machowino-Kolonia Wschodnia, Machowino-Kolonia Zachodnia, Masłowo, Mącznik, Modlinek, Modła, Niestkowo-Kolonia, Objazda-Kolonia, Orzechowo, Osieki Słupskie, Owczary, Pęplin, Pęplinko, Pęplino-Kolonia, Poddąbie, Przewłoczki, Redwanki, Rówek, Smużki, Starkowo-Kolonia, Wodnica-Kolonia, Wytowno-Kolonia, Zabłocie, Zalesin, Zapadłe, Zimowiska, Żabiniec

## Aangrenzende gemeenten
- Postomino
- Słupsk
- Smołdzino
- Ustka.

De gemeente grenst aan de Oostzee.
- Gemeinsame Normdatei: 5335402-3